# Heini Halberstam
Heini Halberstam (Most (het voormalige Brüx), 11 september 1926 – Champaign, 25 januari 2014) was een Brits wiskundige, die werkzaam was op het gebied van de analytische getaltheorie. Hij is een van de twee wiskundigen naar wie het vermoeden van Elliott-Halberstam is vernoemd.
Halberstam werd geboren in Brüx in het Sudetenland dat toen deel uitmaakte van Tsjecho-Slowakije. Zijn vader stierf toen hij nog heel jong was. Na Adolf Hitlers annexatie van het Sudetenland, verhuisde hij en zijn moeder naar Praag. Op twaalfjarige leeftijd was hij in 1938 een van de 669 kinderen die deel uitmaakten van het door sir Nicholas Winton georganiseerde kindertransport. Hij kwam in Engeland terecht, waar hij de Tweede Wereldoorlog doorbracht.
Hij promoveerde in 1952 aan het University College in Londen. Zijn supervisor was Theodor Estermann. Vanaf 1962 tot 1964 was Halberstam Erasmus Smith-professor in de wiskunde aan Trinity College Dublin, een deelcollege van de universiteit van Dublin, van 1964 tot 1980 was Halberstam hoogleraar in de wiskunde aan de universiteit van Nottingham; vanaf 1980 was hij verbonden aan de universiteit van Illinois in Champaign (UIUC); in 1996 ging hij daar met emeritaat. In 2012 werd hij fellow van de American Mathematical Society.
Hij is bekend om zijn boeken, die hij samen met Klaus Roth over combinatorische getaltheorie, en samen met H.E. Richert over zeeftheorie schreef.

## Voetnoten
1. ↑  Elliot, P.D.T.A., Halberstam, H, Symposia mathematica. Convegni del Dicembre del 1968 e del Marzo del 1969, blz. 59–72, A conjecture in prime number theory, vol. 4, 1970, ZBL 0238.10030, Istituto Nazionale di Alta Matematica Roma
2. ↑  Champaign Resident Remembers the Kindertransport. WILL (19 april 2012). .
3. ↑  BSHM Gazetteer - D, The British Society for the History of Mathematics.
4. ↑  Lijst van Fellows van de American Mathematical Society
5. ↑  Stark, H.M. (1971). Review: Introduction to analytic number theory, door K. Chandrasekharan; Arithmetical functions, door K. Chandrasekharan; Multiplicative number theory, door Harold Davenport; Sequences, door H. Halberstam en K.F. Roth. Bull. Amer. Math. Soc. 77 (6): 943–957.
6. ↑  
Halberstam, Heini (1974). Sieve Methods. Academic Press, London. ISBN 0-12-318250-6.Halberstam, Heini, Richert, Hans-Egon (2011). Sieve Methods, 2nd. Dover. ISBN 0-486-47939-0.
7. ↑  Montgomery, H.L. (1976). Review: Sieve methods, door H. H. Halberstam en H.-E. Richert. Bull. Amer. Math. Soc. 82 (6): 846–853.